# Minervapaviljoen
Het Minervapaviljoen, voorheen bekend als het Muzieklyceum, was een gebouw in de Apollobuurt in Amsterdam-Zuid in Amsterdam. Het gebouw huisvestte het Muzieklyceum, dat later zou opgaan in het Conservatorium van Amsterdam. In het gebouw was ook een concertzaal aanwezig die plaats bood aan 500 toeschouwers.

## Geschiedenis
In 1921 richtte Eugène Calkoen (1881-1947) de Vereniging Muzieklyceum op. Het doel van deze vereniging was om muziekonderwijs te geven, "in den ruimsten zin, aangepast aan de eischen der tegenwoordige muziekbeoefening." Aanvankelijk betrok deze vereniging een pand aan de Lairessestraat 155.
De Vereniging Muzieklyceum gaf in 1927 opdracht tot de bouw van een nieuw onderkomen met concertzaal, aan het Willem Witsenplantsoen, dat later omgedoopt zou worden tot het Albert Hahnplantsoen. De architect was Dick Greiner. De gemeente Amsterdam wenste dat het Muzieklyceum een villa-achtig uiterlijk zou krijgen, zodat het gebouw niet uit de toon zou vallen met de omgeving. Om te voldoen aan die wens kreeg de concertzaal een puntdak. De akoestiek van het gebouw was daardoor niet optimaal.
Vanaf medio 1928 werd het gebouw in gebruik genomen. De officiële opening vond plaats op 24 oktober 1928.
In de jaren 40 werd het Muzieklyceum herdoopt tot het Minervapaviljoen.
In de nacht van 18 op 19 mei 1969 woedde in het Minervapaviljoen een brand, die grote schade aanrichtte. De brand genoodzaakte het Muzieklyceum om het onderwijs op een andere plek voort te zetten. Het gebouw kwam toen leeg te staan.
In de jaren daarna woedde er liefst negen keer brand in vier jaar tijd. De gemeente besloot toen dat het gebouw plaats moest maken. Pas in juni 1974 werden de puinresten van de branden opgeruimd.

## Gebruik
Het gebouw bood ruimte voor diverse soorten evenementen, zoals concerten, voorstellingen, kerkdiensten en vergaderingen. Het Minervapaviljoen was ook gastheer van diverse prestigieuze schaaktoernooien. Onder andere het Arbeiderspers Schaaktoernooi (1936), het kandidatentoernooi van 1956 en het Nederlands kampioenschap schaken 1957 vonden hier plaats.